# Forcepoint

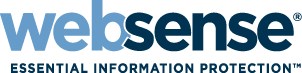
Logotype de Websense.

Forcepoint (Websense jusqu’en janvier 2016)  est une entreprise américaine spécialisée dans le filtrage d'Internet. Fondée en 1994, elle est basée à San Diego, en Californie.
La société était cotée sur le NASDAQ avec le code WBSN jusqu'en 2015 et retirée à la suite de son rachat par Raytheon.

## Histoire
Acquisition par Raytheon
Le 19 avril 2015, le Wall Street Journal indique que la société de défense Raytheon, fournisseur du Pentagone, a racheté des parts de Websense détenues par Vista Equity Partners pour monter à 80 % du capital (les 20 % restants chez Vista Partners LLC). D'après Raytheon, Websense va être le cœur d'une nouvelle cyber coentreprise avec des ventes prévues de 500 millions de dollars cette année pour environ 20 % de marge.
En janvier 2016, Raytheon acquiert la filiale Stonesoft d’Intel et sa technologie Slidewinder. Stonesoft et Websense sont alors fusionnées en une unique entité Forcepoint.